# Levi Warner

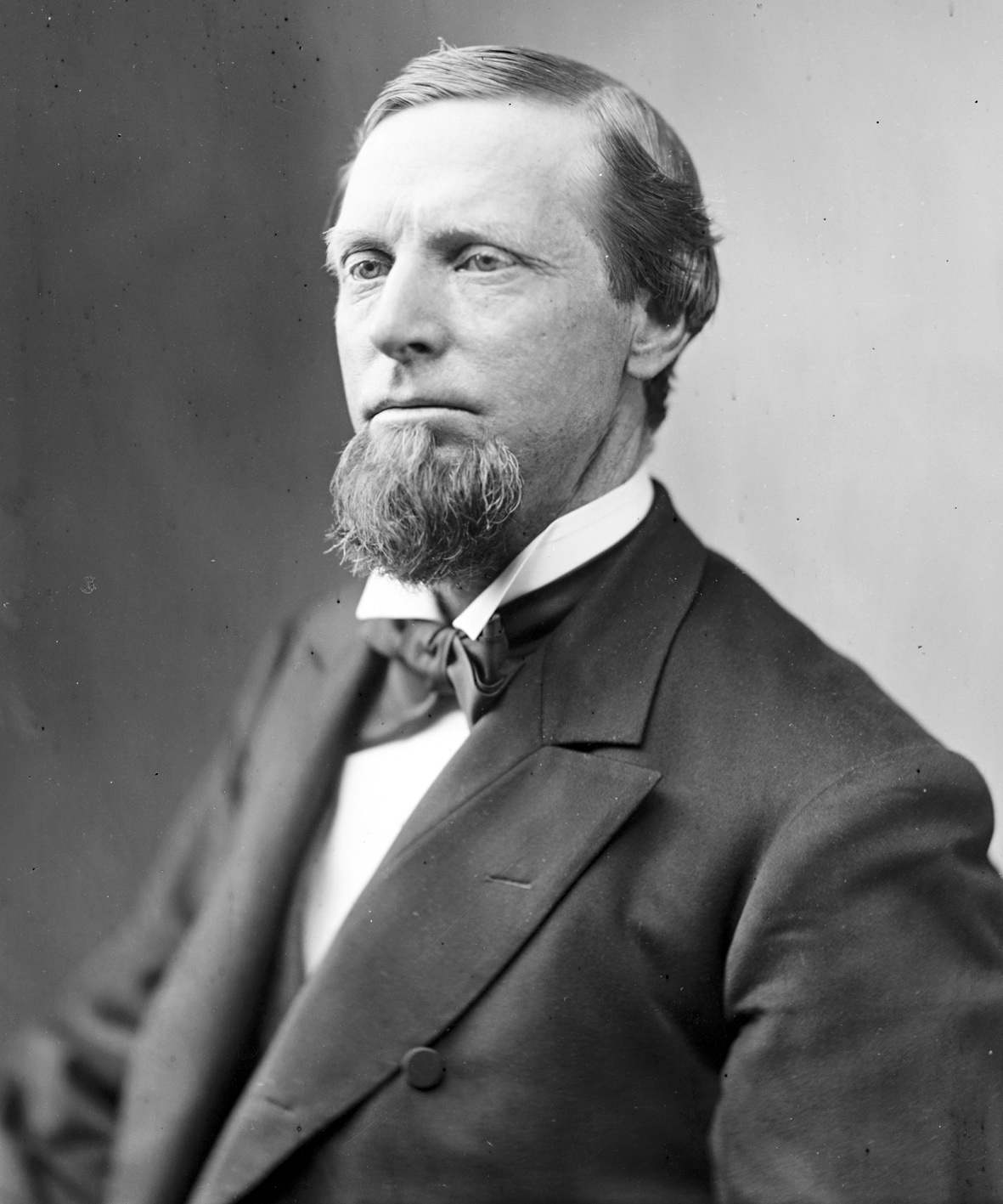
Levi Warner

Levi Warner (* 10. Oktober 1831 in Wethersfield, Connecticut; † 12. April 1911 in Norwalk, Connecticut) war ein amerikanischer Politiker. Zwischen 1876 und 1879 vertrat er den Bundesstaat Connecticut im US-Repräsentantenhaus.

## Werdegang
Levi Warner war der jüngere Bruder von Samuel L. Warner (1828–1893), der zwischen 1865 und 1867 den zweiten Wahlbezirk von Connecticut im US-Repräsentantenhaus vertrat. Nach der Grundschule studierte Warner am Yale College und an der Dane Law School in Massachusetts Jura. Nach seiner im Jahr 1859 erfolgten Zulassung als Rechtsanwalt begann er im Fairfield County in seinem neuen Beruf zu praktizieren.
Politisch war Warner Mitglied der Demokratischen Partei. Nach dem Wechsel des Kongressabgeordneten William Henry Barnum in den Senat der Vereinigten Staaten wurde er im Jahr 1876 bei der fälligen Nachwahl im vierten Distrikt von Connecticut als dessen Nachfolger in den Kongress gewählt. Da er bei den regulären Wahlen in diesem Jahr in seinem Mandat bestätigt wurde, konnte er bis zum 3. März 1879 im US-Repräsentantenhaus verbleiben. Im Jahr 1878 verzichtete Warner auf eine erneute Kandidatur.
Nach dem Ende seiner Zeit im US-Repräsentantenhaus zog sich Warner aus der Politik zurück und arbeitete wieder als Anwalt. Er starb am 12. April 1911 in Norwalk, wo er seit 1858 lebte.